# Kayaba Ka-1
Kayaba Ka-1 là một loại máy bay lên thẳng của Nhật Bản trong Chiến tranh thế giới II.

## Tính năng kỹ chiến thuật (Ka-1)
Dữ liệu lấy từ Japanese Aircraft of the Pacific War
Đặc điểm tổng quát
- Kíp lái: 1-2
- Chiều dài: 9.2 m (30 ft 2⅛ in)
- Đường kính rô-to: 12.2 m (40 ft 0¼in)
- Chiều cao:  ()
- Diện tích đĩa quay: 117 m² (10.9 ft²)
- Trọng lượng rỗng: 775 kg (1,709 lb)
- Trọng lượng cất cánh tối đa: 1,170 kg (2,574 lb)
- Động cơ: 1 × Argus As 10c, 180 kW (241 hp)

 Hiệu suất bay 
- Vận tốc cực đại: 165 km/h (89 knots, 102 mph)
- Vận tốc hành trình: 115 km/h (62 knots,71 mph)
- Tầm bay: 280 km (151 nm, 174 mi)
- Trần bay: 3,500 m (11,500 ft)
- Vận tốc lên cao: 5 m/s (980 ft/phút)

Trang bị vũ khí

- 1 bom chống tàu ngầm 60 kg (132 lb)[2]